# Uriel Quesada
Uriel Quesada Román (San José, 6 de julho de 1962) é um escritor, professor e ativista pelos direitos LGBT costarricense. É conceituado como um dos escritores mais destacados da narrativa de Costa Rica contemporânea.[4] Atualmente mora em Estados Unidos e labora como catedrático na Universidade Loyola Nova Orleans.[5][6]

## Biografia
Iniciou sua carreira literária na década de 1980 com a publicação da coleção de contos Nesse dia dos tremores (1985). A esta lhe seguiram as colecções O entardecer dos meninos (1990), com a que ganhou o Prêmio Nacional Aquileo J Echeverría na categoria conto, e Longa vida ao desejo (1995).
Em 1999 publicou o conto Bem-vindo a tua nova vida na revista cultural Ancora, do diário A Nação, que devido a sua temática homossexual causou forte controvérsia na época. A trama do relato contar com linguagem singela a história de um bastante num comboio que se encontra a um casal inglês recém casada. Durante a viagem, o homem inglês começa a acariciar dissimuladamente a perna do protagonista e, depois de que ambos se dirigem ao banho, lhe realiza sexo oral O relato foi mais tarde incluído no livro Longe, tão longe (2004), com o que ganhou em 2005 o Prêmio Ancora.
Em 2005 publicou a novela O gato de si mesmo, considerada uma de suas obras mais notáveis.[1] A novela, que lhe valeu o Prêmio Nacional Aquileo J Echeverría na categoria novela, segue a modo de autobiografia a vida de Germán Germanóvich, um rapaz cujos pensamentos misturam realidade com fantasia e que parte de seu lar para Santa Cruz para escapar da rejeição de seu pai e se apaixona de um rapaz chamado Íñigo.
Sua seguinte obra foi a novela Mar Canibal (2016), na que segue a história de duas irmãs que empreendem uma viagem junta a outras personagens depois de se inteirar de que seu pai se uniu a outra mulher e começou a criar a uma nova filha, de quem temem que possa reclamar parte de suas heranças. Entre as outras personagens encontra-se Gonzalo, um rapaz que começa a descobrir seu homossexualidade na Centro américa da década de 1970.
Em 2018 publicou a coleção de contos A invenção e o esquecimento, com a que voltou o Prêmio Nacional Aquileo J Echeverría na categoria conto.

## Obras

### Contos
- Nesse dia dos tremores (1985)
- O entardecer dos meninos (1990)
- Longa vida ao desejo (1995)
- Longe, tão longe (2004)
- Viajante que foge (2008)[1]
- A invenção e o esquecimento (2018)

### Novelas
- Se o trinado das Ilhas Canárias (1999)[1]
- O gato de si mesmo (2005)
- Mar Canibal (2016)